# Сєвер (Колпашевський район)
Сє́вер (рос. Север) — присілок у складі Колпашевського району Томської області, Росія. Входить до складу Колпашевського міського поселення.

## Населення
Населення — 121 особа (2010; 198 у 2002).
Національний склад (станом на 2002 рік):
- росіяни — 93 %